# (73022) 2002 EU68
(73022) 2002 EU68 – planetoida z pasa głównego asteroid okrążająca Słońce w ciągu 3,17 lat w średniej odległości 2,16 j.a. Odkryta 13 marca 2002 roku.